# 데이터 허브
데이터 허브(data hub)는 배포, 공유, 또 종종 서브네팅과 공유를 목적으로 정리된, 여러 출처로부터 비롯되는 데이터 모임이다. 일반적으로 이러한 데이터 배포는 허브 스포크 구조의 형태에 속한다.
데이터 허브는 일반적으로 연동이 되지 않고 종종 다른 장소에 위치하는 데이터 웨어하우스와는 구별한다. 또, 데이터 허브는 운영 데이터에 국한될 필요가 없기 때문에 운영 데이터 스토어와도 구별한다.

## 데이터 허브 제품 목록
- 아파치 하둡
- AMEE(Avoiding Mass Extinctions Engine)
- CKAN[1]
- 데이터마켓
- Dataverse
- DSpace
- 마크로직
- 오픈데이터소프트
- Quandl
- 퀵코드
- Socrata

프로젝트 관리 시스템, 계정 관리 시스템의 연동을 포함한다.

## 같이 보기
- 오픈 데이터